# Barone Glenconner

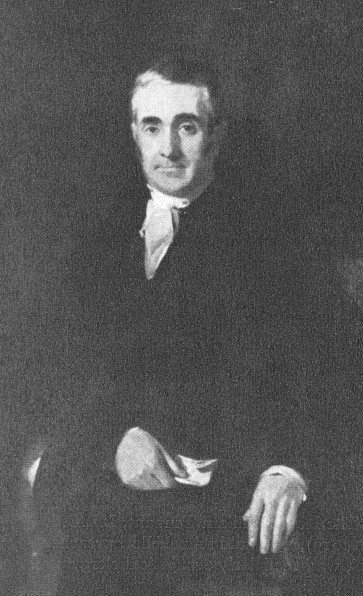
L'industriale Charles Tennant, antenato dei baroni Glenconner.

Barone Glenconner, di The Glen nella contea di Peebles, è un titolo fra i pari del Regno Unito, creato nel 1911 per Sir Edward Tennant, II baronetto, che aveva in precedenza rappresentato Salisbury alla camera dei comuni da liberale e aveva servito anche come lord luogotenente del Peeblesshire. Lord Glenconner fu succeduto dal suo secondo figlio maschio, il secondo barone. Quest'ultimo fu succeduto nel 1983 dal figlio maggiore, il terzo barone, che comprò l'isola di Mustique. Al 2016, i titoli sono detenuti dal nipote del terzo barone, il quarto barone, che è diventato il pari più giovane del regno quando è succeduto al nonno nel 2010.
Il baronetto Tennant, di The Glen e St Rollox, fu creato fra baronetti del Regno Unito nel 1885 per  Charles Tennant, un uomo d'affari e deputato liberale. Era il nipote del chimico e industriale Charles Tennant. A Tennant successe il quarto figlio maschio, il già citato secondo baronetto, che è stato elevato alla dignità di pari nel 1911.

## Baronetti Tennant, di The Glen e St Rollox (1885)
- Sir Charles Clow Tennant, I baronetto (1823–1906)
- Sir Edward Priaulx Tennant, II baronetto (1859–1920) (creato Barone Glenconner nel 1911)

## Barons Glenconner (1911)
- Edward Priaulx Tennant, I barone Glenconner (1859–1920)
  - The Hon. Edward Wyndham Tennant (1897-1916), figlio maggiore del I barone, ucciso in azione durante la I guerra mondiale, senza figli.
- Christopher Grey Tennant, II barone Glenconner (1899–1983), secondo figlio maschio del I barone.
- Colin Christopher Paget Tennant, III barone Glenconner (1926–2010)
  - The Hon. Charles Edward Pevensey Tennant (1957-1996), figlio maggiore del III barone.
- Cody Charles Edward Tennant, IV barone Glenconner (nato nel 1994), nipote del III barone attraverso the Hon. Charles Tennant.[3]

L'erede presunto è il cugino di primo grado dell'attuale detentore, Euan Lovell Tennant (nato nel 1980).

## Altri membri di rilievo della famiglia
Anche diversi altri membri della famiglia Tennant si sono guadagnati distinzione:
- il politico liberale Harold Tennant era uno dei figli più giovani del primo baronetto.
- Margot Tennant, moglie del primo ministro britannico Herbert Henry Asquith, era figlia del primo baronetto dal suo primo matrimonio.
- La funzionaria e politica Katharine Elliot, baronessa Elliot di Harwood, era figlia del primo baronetto dal suo secondo matrimonio.
- Il poeta di guerra Edward Wyndham Tennant era il figlio maggiore del primo barone.
- The Hon. Stephen Tennant e the Hon. David Tennant erano i figli più giovani del primo barone.
- L'autrice Emma Tennant è la figlia del secondo barone.
- La modella Stella Tennant è la figlia di Hon. Tobias William Tennant, figlio minore del secondo barone.